# Ангел-А
«Ангел-А» (фр. Angel-A) — французький чорно-білий кінофільм, любовна історія з елементами комедії та фантастики режисера Люка Бессона.

## Сюжет
Майже казкова історія про невдаху, якому Доля послала ще один шанс. Головний герой фільму, Андре (Жамель Деббуз) — дрібний аферист. За свої двадцять вісім років життя він нічого не добився, тільки нажив собі небезпечних ворогів і величезний борг в десятки тисяч євро різним бандитам по всьому Парижу. Коли підходить термін розплати, він розуміє, що шансів розплатитися — немає. І в поліції, і в американському посольстві йому відмовляють у допомозі.
Але от, вирішивши покінчити із собою, він бачить на мосту надзвичайну красуню в дуже маленькій чорній сукні, яка стрибає в Сену. Андре кидається за нею. Врятована дівчина обіцяє допомогти Андре у всьому: вона придумує дивовижні способи здобувати гроші та допомагає вирішити проблеми з кредиторами. Але тут Андре починає задаватися питанням — чому ця чудова дівчина так старається заради нього?

## В головних ролях
- Жамель Деббуз — Андре
- Рі Расмуссен — Ангел-А
- Гілберт Мелкі — Франк
- Серж Ріабукін — Педро

## Виробництво
Фільм був знятий протягом дев'яти тижнів.
Люк Бессон одного разу заявив, що він буде режисувати максимум 10 фільмів. «Ангел-А» (2005) його десятий фільм. Бессон порушив цю обіцянку, зокрема, у 2013 р. світ побачив його 16-й фільм.

### Реліз
Прем'єра фільму відбулася в США на кінофестивалі Санденс 2007 р. Він зібрав $9,99 млн по всьому світу, в тому числі понад $200,000 зі Сполучених Штатів. 

## Критика
Фільм має рейтинг 44% на Rotten Tomatoes, ґрунтуючись на 89 відгуках. На сайті IMDb — 7,1/10. 

## Цікаві факти
- У фільмі є вказівки на національність героїв. Наприклад, на початку фільму Андре говорить, що він отримав грінкарту США і є вихідцем з Марокко, а в посольстві йому вказують на те, що він з Алжиру. При цьому актор, виконувач роль Андре (Жамель Деббуз) теж має марокканське походження. Андре говорить про Ангела-А, що зустрів її в Аргентині, а білошкіра вона тому, що її батьки з Швеції. Сама Рі Расмуссен, яка виконувала роль Ангела-А, народилася в Данії — країні, сусідній зі Швецією.
- Ангел-А, розповідаючи Андре про своє життя, сказала, що жила в тринадцятому окрузі Парижа. Можливо, це відсилання до іншого фільму Люка Бессона — Тринадцятий район.
- Одна з суперечок Андре та Ангел-А полягала у тому, що вона повинна постійно мовчати, і не говорити навіть «Okay» — точно така сама розмова відбувалася в іншому фільмі Люка Бессона — Леон.
- Протягом усього фільму Андре ні за яких обставин не виймає праву руку з кишені пальто, оскільки у актора, що виконує цю роль, через дитячу травму, вона залишилася недорозвиненою.